# Boys Meet U (canção)
Boys Meet U é o oitavo single japonês da boy band sul-coreana, Shinee. O single foi lançado em 21 de agosto de 2013.

## Antecedentes e lançamento
Em 21 de agosto de 2013 a versão completa do vídeo de "Boys Meet U" foi lançado no mesmo dia que o álbum, mostrando os cinco membros do SHINee se divertindo na praia.

## Promoção
Nos dias 13 e 14 de agosto Shinee realizou uma série de concertos surpresa bem-sucedidos para comemorar o lançamento de seu novo single japonês. 8,000 pessoas estavam lá para ouvir Shinee.
Para comemorar o lançamento de seu novo single, "Boys Meet U", Shinee fez uma aparição em um show especial no canal público da Ameba Studio. Além de apresentar o vídeo da música "Boys Meet U", que havia uma mensagem especial do Shinee. O programa foi ao ar na data de lançamento do single, 21 de agosto, das 20:30 ás 21:00 JST.

## Lista de faixas
| N.º            | Título                           | Letras                                                    | Música                                                          | Duração |  |
| 1.             | "Boys Meet U"                    | Lindy Robbins, Matt Squire, Ian Kirkpatrick, Sara Sakurai | Matt Squire, Ian Kirkpatrick                                    | 3:15    |  |
| 2.             | "Sunny Day Hero"                 | Kanata Okajima                                            | Tom Hugo Hermansen, Kim Bergseth, Hidenori Tanaka, agehasprings | 3:04    |  |
| 3.             | "Dream Girl" (Versão em japonês) | Hidenori Tanaka, agehasprings                             | Hyuk Shin, DK, Jordan Kyle, Ross Lara, Dave Cook                | 3:10    |  |
| Duração total: | Duração total:                   | Duração total:                                            | Duração total:                                                  | 9:29    |  |

| CD (apenas a edição regular) |                                 |         |  |
| N.º                          | Título                          | Duração |  |
| 4.                           | "Boys Meet U" (Instrumental)    | 3:15    |  |
| 5.                           | "Sunny Day Hero" (Instrumental) | 3:04    |  |
| 6.                           | "Dream Girl" (Instrumental)     | 3:10    |  |

| DVD (edição regular) |                                             |         |  |
| N.º                  | Título                                      | Duração |  |
| 1.                   | "Boys Meet U" (Music Video)                 |         |  |
| 2.                   | "Breaking News" (Dance Music Video)         |         |  |
| 3.                   | "Breaking News Music Video Shooting Sketch" |         |  |

| DVD (edição limitada) |                                                    |         |  |
| N.º                   | Título                                             | Duração |  |
| 1.                    | "Boys Meet U" (Music Video)                        |         |  |
| 2.                    | "Breaking News" (Music Video)                      |         |  |
| 3.                    | "Boys Meet U Jacket & Music Video Shooting Sketch" |         |  |

## Desempenho nas paradas

### Oricon chart
| Oricon Chart          | Posição | Vendas de estreia | Total de vendas |
| --------------------- | ------- | ----------------- | --------------- |
| Daily Singles Chart   | 2       | 37,674            | 54,552+         |
| Weekly Singles Chart  | —       |                   | 54,552+         |
| Monthly Singles Chart | —       |                   | 54,552+         |
| Yearly Singles Chart  | —       |                   | 54,552+         |